# Discografia de R.E.M.
La discografia de R.E.M., banda estatunidenca de rock alternatiu, està formada per quinze àlbums d'estudi, cinc àlbums en directe, catorze compilacions, un àlbum de remescles, una banda sonora, dotze àlbums de vídeo i set EPs. Fundada l'any 1980 per Michael Stipe, Peter Buck, Mike Mills i Bill Berry, que va abandonar la banda l'any 1997.

## Àlbums

### Àlbums d'estudi
| Any  | Nom                          | Dades | Posicions en llista | Posicions en llista | Posicions en llista | Posicions en llista | Posicions en llista | Posicions en llista | Certificacions                                                                    |
| Any  | Nom                          | Dades | ALE                 | AUS                 | CAN                 | EUA                 | FRA                 | RUN                 | Certificacions                                                                    |
| ---- | ---------------------------- | --- | ------------------- | ------------------- | ------------------- | ------------------- | ------------------- | ------------------- | --------------------------------------------------------------------------------- |
| 1983 | Murmur                       | - Publicació: 12 d'abril de 1983 - Discogràfiques: I.R.S. - Formats: Casset, CD, LP                                  | —                   | —                   | —                   | 36                  | —                   | 100                 | - BPI: 1x Or - RIAA: 1x Or                                                        |
| 1984 | Reckoning                    | - Publicació: 9 d'abril de 1984 - Discogràfiques: I.R.S. - Formats: Casset, CD, LP                                   | —                   | —                   | —                   | 27                  | —                   | 91                  | - BPI: 1x Plata - RIAA: 1x Or                                                     |
| 1985 | Fables of the Reconstruction | - Publicació: 10 de juny de 1985 - Discogràfiques: I.R.S. - Formats: Casset, CD, LP                                  | —                   | —                   | 40                  | 28                  | —                   | 35                  | - RIAA: 1x Or                                                                     |
| 1986 | Lifes Rich Pageant           | - Publicació: 28 de juliol de 1986 - Discogràfiques: I.R.S. - Formats: Casset, CD, LP                                | —                   | 73                  | 39                  | 21                  | —                   | 43                  | - BPI: 1x Plata - MC: 1x Platí - RIAA: 1x Or                                      |
| 1987 | Document                     | - Publicació: 1 de setembre de 1987 - Discogràfiques: I.R.S. - Formats: Casset, CD, LP, DVDA                         | —                   | 47                  | 13                  | 10                  | —                   | 28                  | - BPI: 1x Or - MC: 1x Platí - RIAA: 1x Platí                                      |
| 1988 | Green                        | - Publicació: 7 de novembre de 1988 - Discogràfiques: Warner Bros. - Formats: Casset, CD, LP, DVDA                   | —                   | 16                  | 14                  | 12                  | —                   | 27                  | - BPI: 1x Platí - MC: 2x Platí - RIAA: 2x Platí                                   |
| 1991 | Out of Time                  | - Publicació: 12 de març de 1991 - Discogràfiques: Warner Bros. - Formats: Casset, CD, LP, DVDA                      | 2                   | 4                   | 1                   | 1                   | 80                  | 1                   | - ARIA: 2x Platí - BPI: 5x Platí - BVMI: 5x Or - MC: 7x Platí - RIAA: 4x Platí    |
| 1992 | Automatic for the People     | - Publicació: 5 d'octubre de 1992 - Discogràfiques: Warner Bros. - Formats: Casset, CD, LP, DVDA, BD                 | 2                   | 2                   | 4                   | 2                   | 135                 | 1                   | - ARIA: 4x Platí - BPI: 7x Platí - BVMI: 5x Or - MC: 7x Platí - RIAA: 4x Platí    |
| 1994 | Monster                      | - Publicació: 27 de setembre de 1994 - Discogràfiques: Warner Bros. - Formats: Casset, CD, LP, DVDA                  | 2                   | 2                   | 1                   | 1                   | —                   | 1                   | - ARIA: 1x Platí - BPI: 3x Platí - BVMI: 1x Platí - MC: 6x Platí - RIAA: 4x Platí |
| 1996 | New Adventures in Hi-Fi      | - Publicació: 9 de setembre de 1996 - Discogràfiques: Warner Bros. - Formats: Casset, CD, LP, DVDA                   | 1                   | 1                   | 1                   | 2                   | 6                   | 1                   | - ARIA: 1x Or - BPI: 1x Platí - BVMI: 1x Or - MC: 2x Platí - RIAA: 1x Platí       |
| 1998 | Up                           | - Publicació: 27 d'octubre de 1998 - Discogràfiques: Warner Bros. - Formats: Casset, CD, LP, DVDA                    | 1                   | 5                   | 2                   | 3                   | 9                   | 2                   | - ARIA: 1x Or - BPI: 1x Platí - RIAA: 1x Or                                       |
| 2001 | Reveal                       | - Publicació: 15 de maig de 2001 - Discogràfiques: Warner Bros. - Formats: Casset, CD, LP, DVDA                      | 1                   | 5                   | 4                   | 6                   | 4                   | 1                   | - ARIA: 1x Or - BPI: 1x Platí - BVMI: 1x Or - MC: 1x Or - RIAA: 1x Or             |
| 2004 | Around the Sun               | - Publicació: 5 d'octubre de 2004 - Discogràfiques: Warner Bros. - Formats: Casset, CD, LP, DVDA, descàrrega digital | 1                   | 6                   | 7                   | 13                  | 9                   | 1                   | - ARIA: 1x Or - BPI: 1x Or - BVMI: 1x Or                                          |
| 2008 | Accelerate                   | - Publicació: 1 d'abril de 2008 - Discogràfiques: Warner Bros. - Formats: CD, LP, descàrrega digital                 | 2                   | 13                  | 1                   | 2                   | 17                  | 1                   | - BPI: 1x Or - BVMI: 1x Or                                                        |
| 2011 | Collapse into Now            | - Publicació: 8 de març de 2011 - Discogràfiques: Warner Bros. - Formats: CD, LP, descàrrega digital                 | 1                   | 15                  | 6                   | 5                   | 31                  | 5                   | - BPI: 1x Plata                                                                   |
| Any  | Nom                          | Dades | ALE                 | AUS                 | CAN                 | EUA                 | FRA                 | RUN                 | Certificacions                                                                    |
| Any  | Nom                          | Dades | Posicions en llista |                     |                     |                     |                     |                     | Certificacions                                                                    |

### Àlbums de directe
| Any  | Nom                                            | Dades                                                                                                   | Posicions en llista | Posicions en llista | Posicions en llista | Posicions en llista | Certificacions |
| Any  | Nom                                            | Dades                                                                                                   | ALE                 | EUA                 | FRA                 | RUN                 | Certificacions |
| ---- | ---------------------------------------------- | --- | ------------------- | ------------------- | ------------------- | ------------------- | -------------- |
| 2007 | R.E.M. Live                                    | - Publicació: 15 d'octubre de 2007 - Discogràfiques: Warner Bros. - Formats: CD, LP, descàrrega digital | 8                   | 72                  | 55                  | 12                  | - BVMI: 1x Or  |
| 2009 | Live at The Olympia                            | - Publicació: 27 d'octubre de 2009 - Discogràfiques: Warner Bros. - Formats: CD, LP, descàrrega digital | 53                  | 95                  | 157                 | 68                  |                |
| 2014 | Unplugged: The Complete 1991 and 2001 Sessions | - Publicació: 19 d'abril de 2014 - Discogràfiques: Rhino - Formats: CD, LP, descàrrega digital          | 28                  | 21                  | —                   | 22                  |                |
| 2018 | R.E.M. at the BBC                              | - Publicació: 19 d'octubre de 2018 - Discogràfiques: Craft - Formats: 8 CDs i 1 DVD                     | 23                  | —                   | —                   | 40                  |                |
| 2019 | Bingo Hand Job: Live at the Borderline 1991    | - Publicació: 13 d'abril de 2019 - Discogràfiques: USM/Concord - Formats: 2 LP                          | —                   | —                   | —                   | —                   |                |

### Àlbums de compilacions
| Any  | Nom                                                       | Dades | Posicions en llista | Posicions en llista | Posicions en llista | Posicions en llista | Posicions en llista | Certificacions                                                     |
| Any  | Nom                                                       | Dades | ALE                 | AUS                 | CAN                 | EUA                 | RUN                 | Certificacions                                                     |
| ---- | --------------------------------------------------------- | --- | ------------------- | ------------------- | ------------------- | ------------------- | ------------------- | ------------------------------------------------------------------ |
| 1987 | Dead Letter Office                                        | - Publicació: 27 d'abril de 1987 - Discogràfiques: I.R.S. - Formats: CD, LP, casset                       | —                   | —                   | 59                  | 52                  | 60                  |                                                                    |
| 1988 | Eponymous                                                 | - Publicació: 17 d'octubre de 1988 - Discogràfiques: I.R.S. - Formats: CD, LP, casset                     | —                   | 29                  | —                   | 44                  | 69                  |                                                                    |
| 1989 | Singleactiongreen                                         | - Publicació: 1989 - Discogràfiques: Warner Bros. - Formats: box set 7"                                   | —                   | —                   | —                   | —                   | —                   |                                                                    |
| 1991 | The Best of R.E.M.                                        | - Publicació: 30 de setembre de 1991 - Discogràfiques: I.R.S. - Formats: CD, casset, LP                   | 23                  | 20                  | —                   | —                   | 7                   | - ARIA: 1x Or - BPI: 1x Or - BVMI: 1x Or                           |
| 1993 | The Automatic Box                                         | - Publicació: 1 de desembre de 1993 - Discogràfiques: Warner Bros. - Formats: box set CD                  | —                   | —                   | —                   | —                   | —                   |                                                                    |
| 1994 | R.E.M.: Singles Collected                                 | - Publicació: 4 d'octubre de 1994 - Discogràfiques: I.R.S. - Formats: CD, casset                          | —                   | —                   | —                   | —                   | —                   | - BPI: 1x Plata                                                    |
| 1997 | R.E.M.: In the Attic – Alternative Recordings 1985–1989   | - Publicació: 7 d'octubre de 1997 - Discogràfiques: EMI, Capitol - Formats: CD                            | —                   | —                   | —                   | 185                 | —                   |                                                                    |
| 2003 | In Time: The Best of R.E.M. 1988–2003                     | - Publicació: 28 d'octubre de 2003 - Discogràfiques: Warner Bros. - Formats: CD, LP, descàrrega digital   | 1                   | 5                   | 4                   | 8                   | 1                   | - ARIA: 4x Platí - BPI: 5x Platí - BVMI: 2x Platí - RIAA: 1x Platí |
| 2004 | iTunes Originals – R.E.M.                                 | - Publicació: 28 de desembre de 2004 - Discogràfiques: Warner Bros. - Formats: descàrrega digital         | —                   | —                   | —                   | —                   | —                   |                                                                    |
| 2006 | And I Feel Fine... The Best of the I.R.S. Years 1982–1987 | - Publicació: 12 de setembre de 2006 - Discogràfiques: EMI, Capitol - Formats: CD, LP, descàrrega digital | 80                  | —                   | —                   | 116                 | 70                  |                                                                    |
| 2011 | R.E.M. Three                                              | - Publicació: 16 d'abril de 2011 - Discogràfiques: Warner Bros. - Formats: box set 7"                     | —                   | —                   | —                   | —                   | —                   |                                                                    |

### Àlbums de remescles
| Any  | Nom      | Dades                                                               |
| ---- | -------- | ------------------------------------------------------------------- |
| 2002 | r.e.m.IX | - Publicació: 2002 - Discogràfiques: Warner Bros. - Formats: CD, LP |

### Àlbums de bandes sonores
| Any  | Nom             | Dades                                                                                 |
| ---- | --------------- | ------------------------------------------------------------------------------------- |
| 1999 | Man on the Moon | - Publicació: 23 de novembre de 1999 - Discogràfiques: Warner Bros. - Formats: CD, LP |

### Extended plays
| Any  | Nom                              | Dades                                                                                              |
| ---- | -------------------------------- | -------------------------------------------------------------------------------------------------- |
| 1982 | Chronic Town                     | - Publicació: 24 d'agost de 1982 - Discogràfiques: I.R.S. Records - Formats: casset, LP, CD (2002) |
| 2001 | Not Bad for No Tour              | - Publicació: 2001 - Discogràfiques: Warner Bros. - Formats: CD                                    |
| 2003 | Vancouver Rehearsal Tapes        | - Publicació: 14 d'octubre de 2003 - Discogràfiques: Warner Bros. - Formats: descàrrega digital    |
| 2008 | Live from London                 | - Publicació: 1 de juliol de 2008 - Discogràfiques: Warner Bros. - Formats: descàrrega digital     |
| 2009 | Reckoning Songs from The Olympia | - Publicació: 3 de juliol de 2009 - Discogràfiques: Warner Bros. - Formats: descàrrega digital     |
| 2009 | Deep Cuts: R.E.M.                | - Publicació: 7 d'abril de 2009 - Discogràfiques: Warner Bros. - Formats: descàrrega digital       |

## Senzills
| Any  | Cançó                                                       | Posicions en llista | Posicions en llista | Posicions en llista | Posicions en llista | Posicions en llista | Certificacions                  | Àlbum                                                            |
| Any  | Cançó                                                       | ALE                 | AUS                 | CAN                 | EUA                 | RUN                 | Certificacions                  | Àlbum                                                            |
| ---- | ----------------------------------------------------------- | ------------------- | ------------------- | ------------------- | ------------------- | ------------------- | ------------------------------- | ---------------------------------------------------------------- |
| 1981 | «Radio Free Europe» (versió Hib-Tone)                       | −                   | −                   | −                   | −                   | −                   |                                 | —                                                                |
| 1983 | «Radio Free Europe» (versió I.R.S.)                         | −                   | −                   | −                   | 78                  | −                   |                                 | Murmur                                                           |
| 1983 | «Talk About the Passion»                                    | −                   | −                   | −                   | −                   | −                   |                                 | Murmur                                                           |
| 1984 | «So. Central Rain (I'm Sorry)»                              | −                   | −                   | −                   | 85                  | −                   |                                 | Reckoning                                                        |
| 1984 | «(Don't Go Back To) Rockville»                              | −                   | −                   | −                   | −                   | −                   |                                 | Reckoning                                                        |
| 1985 | «Cant Get There from Here»                                  | −                   | −                   | 91                  | −                   | −                   |                                 | Fables of the Reconstruction                                     |
| 1985 | «Driver 8»                                                  | −                   | −                   | −                   | −                   | −                   |                                 | Fables of the Reconstruction                                     |
| 1985 | «Wendell Gee»                                               | −                   | −                   | −                   | −                   | 91                  |                                 | Fables of the Reconstruction                                     |
| 1986 | «Fall on Me»                                                | −                   | −                   | −                   | 94                  | −                   |                                 | Lifes Rich Pageant                                               |
| 1986 | «Superman»                                                  | −                   | −                   | −                   | −                   | −                   |                                 | Lifes Rich Pageant                                               |
| 1987 | «The One I Love»                                            | 81                  | 84                  | 11                  | 9                   | 16                  |                                 | Document                                                         |
| 1987 | «It's the End of the World as We Know It (And I Feel Fine)» | −                   | −                   | −                   | 69                  | 39                  | - RUN: 1x Or                    | Document                                                         |
| 1988 | «Finest Worksong»                                           | −                   | −                   | −                   | −                   | 50                  |                                 | Document                                                         |
| 1988 | «Orange Crush»                                              | −                   | 15                  | −                   | −                   | 28                  |                                 | Green                                                            |
| 1989 | «Stand»                                                     | −                   | 56                  | 8                   | 6                   | 48                  |                                 | Green                                                            |
| 1989 | «Pop Song 89»                                               | −                   | 94                  | 94                  | 86                  | −                   |                                 | Green                                                            |
| 1989 | «Get Up»                                                    | −                   | −                   | −                   | −                   | −                   |                                 | Green                                                            |
| 1991 | «Losing My Religion»                                        | −                   | 11                  | 6                   | 4                   | 19                  | - EUA: 1x Platí - RUN: 2x Platí | Out of Time                                                      |
| 1991 | «Shiny Happy People»                                        | 10                  | 19                  | 3                   | 19                  | 6                   | - RUN: 1x Or                    | Out of Time                                                      |
| 1991 | «Near Wild Heaven»                                          | −                   | 65                  | −                   | −                   | 27                  |                                 | Out of Time                                                      |
| 1991 | «Radio Song»                                                | −                   | 105                 | −                   | −                   | 28                  |                                 | Out of Time                                                      |
| 1992 | «Drive»                                                     | 13                  | 34                  | 7                   | 28                  | 11                  |                                 | Automatic for the People                                         |
| 1992 | «Man on the Moon»                                           | 34                  | 39                  | 3                   | 30                  | 18                  | - RUN: 1x Plata                 | Automatic for the People                                         |
| 1993 | «The Sidewinder Sleeps Tonite»                              | 61                  | 99                  | 60                  | −                   | 17                  |                                 | Automatic for the People                                         |
| 1993 | «Everybody Hurts»                                           | 83                  | 6                   | 8                   | 29                  | 7                   | - ARIA: 1x Or - RUN: 1x Platí   | Automatic for the People                                         |
| 1993 | «Nightswimming»                                             | 93                  | 71                  | −                   | −                   | 27                  | - RUN: 1x Plata                 | Automatic for the People                                         |
| 1993 | «Find the River»                                            | −                   | −                   | −                   | −                   | 54                  |                                 | Automatic for the People                                         |
| 1994 | «What's the Frequency, Kenneth?»                            | 74                  | 24                  | 2                   | 21                  | 9                   | - RUN: 1x Plata                 | Monster                                                          |
| 1994 | «Bang and Blame»                                            | 74                  | 29                  | 1                   | 19                  | 15                  |                                 | Monster                                                          |
| 1995 | «Strange Currencies»                                        | −                   | 100                 | 13                  | 47                  | 9                   |                                 | Monster                                                          |
| 1995 | «Crush with Eyeliner»                                       | −                   | 55                  | 28                  | −                   | 23                  |                                 | Monster                                                          |
| 1995 | «Tongue»                                                    | −                   | −                   | −                   | −                   | 13                  |                                 | Monster                                                          |
| 1996 | «E-Bow the Letter»                                          | 65                  | 23                  | 6                   | 46                  | 4                   |                                 | New Adventures in Hi-Fi                                          |
| 1996 | «Bittersweet Me»                                            | 93                  | 90                  | 6                   | 46                  | 19                  |                                 | New Adventures in Hi-Fi                                          |
| 1996 | «Electrolite»                                               | 83                  | −                   | 24                  | 96                  | 29                  |                                 | New Adventures in Hi-Fi                                          |
| 1997 | «How the West Was Won and Where It Got Us»                  | −                   | −                   | −                   | −                   | −                   |                                 | New Adventures in Hi-Fi                                          |
| 1998 | «Daysleeper»                                                | 57                  | 57                  | 5                   | 57                  | 6                   |                                 | Up                                                               |
| 1998 | «Lotus»                                                     | −                   | −                   | 32                  | −                   | 26                  |                                 | Up                                                               |
| 1999 | «At My Most Beautiful»                                      | −                   | −                   | −                   | −                   | 10                  |                                 | Up                                                               |
| 1999 | «Suspicion»                                                 | −                   | −                   | −                   | −                   | −                   |                                 | Up                                                               |
| 1999 | «The Great Beyond»                                          | 56                  | 25                  | 16                  | 57                  | 3                   | - RUN: 1x Plata                 | Banda sonora Man on the Moon                                     |
| 2001 | «Imitation of Life»                                         | 35                  | 32                  | 5                   | 83                  | 6                   |                                 | Reveal                                                           |
| 2001 | «All the Way to Reno (You're Gonna Be a Star)»              | 92                  | −                   | −                   | −                   | 24                  |                                 | Reveal                                                           |
| 2001 | «I'll Take the Rain»                                        | −                   | −                   | −                   | −                   | 44                  |                                 | Reveal                                                           |
| 2003 | «Bad Day»                                                   | 39                  | 22                  | 17                  | −                   | 8                   |                                 | In Time: The Best of R.E.M. 1988–2003                            |
| 2004 | «Animal»                                                    | −                   | 93                  | −                   | −                   | 33                  |                                 | In Time: The Best of R.E.M. 1988–2003                            |
| 2004 | «Leaving New York»                                          | 16                  | 57                  | −                   | −                   | 5                   |                                 | Around the Sun                                                   |
| 2004 | «Aftermath»                                                 | 78                  | −                   | −                   | −                   | 41                  |                                 | Around the Sun                                                   |
| 2005 | «Electron Blue»                                             | −                   | −                   | −                   | −                   | 26                  |                                 | Around the Sun                                                   |
| 2005 | «Wanderlust»                                                | −                   | −                   | −                   | −                   | 27                  |                                 | Around the Sun                                                   |
| 2007 | «#9 Dream»                                                  | −                   | −                   | −                   | −                   | −                   |                                 | Instant Karma: The Amnesty International Campaign to Save Darfur |
| 2008 | «Supernatural Superserious»                                 | 26                  | −                   | 50                  | 85                  | 54                  |                                 | Accelerate                                                       |
| 2008 | «Hollow Man»                                                | −                   | −                   | −                   | −                   | 200                 |                                 | Accelerate                                                       |
| 2008 | «Man-Sized Wreath»                                          | −                   | −                   | −                   | −                   | −                   |                                 | Accelerate                                                       |
| 2008 | «Until the Day Is Done»                                     | −                   | −                   | −                   | −                   | −                   |                                 | Accelerate                                                       |
| 2010 | «It Happened Today»                                         | −                   | −                   | −                   | −                   | −                   |                                 | Collapse into Now                                                |
| 2011 | «Mine Smell Like Honey»                                     | −                   | −                   | −                   | −                   | −                   |                                 | Collapse into Now                                                |
| 2011 | «Überlin»                                                   | −                   | −                   | −                   | −                   | −                   |                                 | Collapse into Now                                                |
| 2011 | «Oh My Heart»                                               | 46                  | −                   | −                   | −                   | −                   |                                 | Collapse into Now                                                |
| 2011 | «Discoverer»                                                | −                   | −                   | −                   | −                   | −                   |                                 | Collapse into Now                                                |
| 2011 | «We All Go Back to Where We Belong»                         | −                   | −                   | −                   | −                   | −                   |                                 | Part Lies, Part Heart, Part Truth, Part Garbage 1982–2011        |
| 2012 | «Alligator_Aviator_Autopilot_Antimatter» (remix)            | −                   | −                   | −                   | −                   | −                   |                                 |                                                                  |
| 2012 | «Blue» (remix)                                              | −                   | −                   | −                   | −                   | −                   |                                 |                                                                  |
| Any  | Cançó                                                       | ALE                 | AUS                 | CAN                 | EUA                 | RUN                 | Certificacions                  | Àlbum                                                            |
| Any  | Cançó                                                       | Posicions en llista |                     |                     |                     |                     | Certificacions                  | Àlbum                                                            |

### Altres cançons
| Any  | Cançó                               | Àlbum                    |
| ---- | ----------------------------------- | ------------------------ |
| 1984 | «Pretty Persuasion»                 | Reckoning                |
| 1987 | «Ages of You»                       | Dead Letter Office       |
| 1989 | «Turn You Inside-Out»               | Green                    |
| 1991 | «Texarkana»                         | Out of Time              |
| 1992 | «Ignoreland»                        | Automatic for the People |
| 1992 | «First We Take Manhattan»           | I'm Your Fan             |
| 1993 | «Photograph» (amb Natalie Merchant) | Born to Choose           |
| 1995 | «Star 69»                           | Monster                  |
| 1997 | «The Wake-Up Bomb»                  | New Adventures in Hi-Fi  |
| 2007 | «Everybody Hurts»                   | R.E.M. Live              |
| 2007 | «Losing My Religion»                | R.E.M. Live              |
| 2008 | «Living Well Is the Best Revenge»   | Accelerate               |

## Videoclips
| Any  | Cançó                                                       | Directors                                  |
| ---- | ----------------------------------------------------------- | ------------------------------------------ |
| 1982 | «Wolves, Lower»                                             | Jonathan Dayton, Valerie Faris             |
| 1983 | «Radio Free Europe»                                         | Arthur Pierson                             |
| 1984 | «Pretty Persuasion»                                         |                                            |
| 1984 | «So. Central Rain (I'm Sorry)»                              | Howard Libov                               |
| 1984 | Left of Reckoning                                           | James Herbert                              |
| 1985 | «Cant Get There from Here»                                  | Michael Stipe, Rick Aguar                  |
| 1985 | «Driver 8»                                                  | Michael Stipe, James Herbert               |
| 1985 | «Feeling Gravitys Pull»                                     | James Herbert                              |
| 1985 | «Green Grow the Rushes»                                     | James Herbert                              |
| 1985 | «Life and How to Live It»                                   | James Herbert                              |
| 1986 | «Fall on Me»                                                | Michael Stipe                              |
| 1986 | «Dream (All I Have to Do)»                                  |                                            |
| 1986 | «Fall Swan Swan H»                                          | Tony Gayton                                |
| 1987 | «The One I Love»                                            | Robert Longo                               |
| 1988 | «It's the End of the World as We Know It (And I Feel Fine)» | James Herbert                              |
| 1988 | «Finest Worksong»                                           | Michael Stipe                              |
| 1988 | «Talk About the Passion»                                    | Jem Cohen                                  |
| 1988 | «Orange Crush»                                              | Matt Mahurin                               |
| 1989 | «Stand»                                                     | Katherine Dieckmann                        |
| 1989 | «Turn You Inside-Out»                                       | James Herbert                              |
| 1989 | «Pop Song 89»                                               | Michael Stipe                              |
| 1989 | «Get Up»                                                    | Eric Darnell                               |
| 1991 | «Losing My Religion»                                        | Tarsem Singh                               |
| 1991 | «Shiny Happy People»                                        | Katherine Dieckmann                        |
| 1991 | «Near Wild Heaven»                                          | Jeff Preiss                                |
| 1991 | «Radio Song»                                                | Peter Care                                 |
| 1991 | «Love Is All Around» (directe)                              | Beth McCarthy                              |
| 1991 | «Losing My Religion» (directe)                              |                                            |
| 1991 | «Low»                                                       | James Herbert                              |
| 1991 | «Belong»                                                    | Jem Cohen                                  |
| 1991 | «Half a World Away»                                         | Jim McKay                                  |
| 1991 | «Country Feedback»                                          | Jem Cohen                                  |
| 1992 | «Drive»                                                     | Peter Care                                 |
| 1992 | «Man on the Moon»                                           | Peter Care                                 |
| 1993 | «The Sidewinder Sleeps Tonite»                              | Kevin Kerslake                             |
| 1993 | «Everybody Hurts»                                           | Jake Scott                                 |
| 1993 | «Nightswimming»                                             | Jem Cohen                                  |
| 1993 | «Find the River»                                            | Jodi Wille                                 |
| 1994 | «What's the Frequency, Kenneth?»                            | Peter Care                                 |
| 1994 | «Bang and Blame»                                            | Randy Skinner                              |
| 1994 | «Crush with Eyeliner»                                       | Spike Jonze                                |
| 1994 | «Strange Currencies»                                        | Mark Romanek                               |
| 1995 | «Star 69»                                                   | Jonathan Dayton, Valerie Faris             |
| 1995 | «Tongue»                                                    | Jonathan Dayton, Valerie Faris             |
| 1995 | «The Wake-Up Bomb»                                          | Bruce Gowers                               |
| 1996 | «E-Bow the Letter»                                          | Jem Cohen, Michael Stipe                   |
| 1996 | «Bittersweet Me»                                            | Dominic DeJoseph                           |
| 1996 | «Electrolite»                                               | Peter Care, Spike Jonze                    |
| 1997 | «How the West Was Won and Where It Got Us»                  | Lance Bangs                                |
| 1997 | «New Test Leper»                                            | Lance Bangs, Dominic DeJoseph              |
| 1998 | «Daysleeper»                                                | The Snorri Brothers                        |
| 1998 | «Lotus»                                                     | Stéphane Sednaoui                          |
| 1998 | «Suspicion»                                                 |                                            |
| 1999 | «At My Most Beautiful»                                      | Nigel Dick                                 |
| 1999 | «The Great Beyond»                                          | Liz Friedlander                            |
| 2001 | «Imitation of Life»                                         | Garth Jennings                             |
| 2001 | «All the Way to Reno (You're Gonna Be a Star)»              | Michael Moore                              |
| 2001 | «I'll Take the Rain»                                        | Yoshitomo Nara, David Weir                 |
| 2003 | «Bad Day»                                                   | Tim Hope                                   |
| 2003 | «Animal»                                                    | Motion Theory                              |
| 2004 | «Leaving New York»                                          | Blue Leach, Peter Care                     |
| 2004 | «Aftermath»                                                 | Blue Leach, Peter Care                     |
| 2008 | «Supernatural Superserious»                                 | Vincent Moon                               |
| 2008 | «Living Well Is the Best Revenge»                           | Vincent Moon                               |
| 2008 | «Hollow Man»                                                | Crush                                      |
| 2008 | «Man-Sized Wreath»                                          | Crush                                      |
| 2008 | «Until the Day Is Done»                                     | Vincent Moon                               |
| 2011 | «Mine Smell Like Honey»                                     | Dominic DeJoseph                           |
| 2011 | «Überlin»                                                   | Sam Taylor-Wood                            |
| 2011 | «It Happened Today»                                         | Tom Gilroy                                 |
| 2011 | «Oh My Heart»                                               | Jem Cohen                                  |
| 2011 | «Alligator_Aviator_Autopilot_Antimatter»                    | Lance Bangs                                |
| 2011 | «Walk It Back»                                              | Sophie Calle                               |
| 2011 | «All the Best»                                              | James Herbert                              |
| 2011 | «Every Day Is Yours to Win»                                 | Jim McKay, Chris Moukarbel, Valerie Veatch |
| 2011 | «Discoverer»                                                | Michael Stipe, Lynda Stipe                 |
| 2011 | «We All Go Back to Where We Belong» (versió 1)              | Dominic J. DeJoseph, Michael Stipe         |
| 2011 | «We All Go Back to Where We Belong» (versió 2)              | Dominic J. DeJoseph, Michael Stipe         |
| 2012 | «Blue»                                                      | James Franco                               |